# Neommatocarcininae
Neommatocarcininae is een onderfamilie van kreeftachtigen uit de klasse van de Malacostraca (hogere kreeftachtigen).

## Geslacht
- Neommatocarcinus Takeda & Miyake, 1969